# Dietrich Morner
Dietrich Morner (auch Dietrich Mörner, † nach 1364) war ein deutscher Rechtsgelehrter, Propst von Bärwalde, Soldin und Bernau und Protonotar der Mark Brandenburg.

## Leben
Er stammte aus der Familie Mörner aus Zellin bei Bärwalde in der Neumark.
1355 wurde er erstmals in Diensten des Markgrafen von Brandenburg erwähnt.
1336 studierte er in Bologna Rechtswissenschaften.
1349 war Morner Propst von Bärwalde, Dekan im Kollegiatstift Soldin und besaß zwei Altare in der Stadtkirche von Dramburg.
1350 erhielten er und seine Brüder Otto und Redekyn ein Freihaus in Berlin durch Markgraf Ludwig. Seit dieser Zeit war er Protonotar (auch Kanzler genannt) des Markgrafen.
1351 wurde Morner noch einmal als Dekan von Soldin erwähnt, seit 1352 war er dort Propst.
1353 wurde er Propst von Bernau, was er bis 1366 blieb. In dieser Zeit war er weiter als Protonotar in Berlin tätig.
Sein Todesjahr ist unbekannt.